# Dziady (thơ)

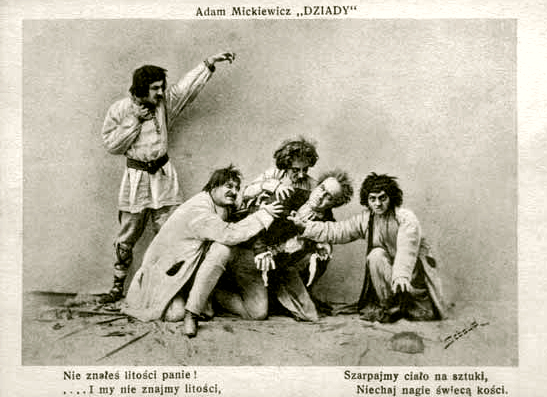
Một cảnh từ vở kịch Dziady

Dziady (phát âm tiếng Ba Lan: [ˈdʑadɨ], Đêm tổ tiên) là một vở kịch mang tính thơ ca của nhà thơ Ba Lan Adam Mickiewicz. Đây được coi là một trong những tác phẩm vĩ đại nhất của cả chủ nghĩa lãng mạn Ba Lan và châu Âu. Dziady tuân theo nghiêm ngặt lý thuyết của bộ phim lãng mạn, để được xếp hạng với các tác phẩm khác như Faust của Goethe và Manfred của Byron.
Tiêu đề của bộ phim đề cập đến Dziady, một nghi lễ ăn giỗ của người Slav và Litva cổ đại tưởng niệm người đã khuất ("tổ tiên"). Vở kịch có bốn phần, phần đầu tiên có một phần bị thất lạc. Phần I, II và IV bị ảnh hưởng bởi tiểu thuyết gothic và thơ của Byron. Phần III là cái nhìn lịch sử và nhãn quan cá nhân trước nỗi đau và sự thôn tính, đặc biệt là trong sự kiện Ba Lan phân vùng (thế kỷ 18).
Trong cuộc khủng hoảng chính trị Ba Lan năm 1968 xuất hiện Lệnh cấm biểu diễn vở kịch này.

## Biểu diễn
Một buổi biểu diễn Dziady diễn ra tại Teatr Miejski (Nhà hát thành phố) của Kraków vào năm 1901, do Stanisław Wyspiański đạo diễn.
Khi chế độ Cộng sản tiếp quản Ba Lan, chính quyền mới này không khuyến khích giới văn nghệ sĩ diễn vở Dziady.
Vở kịch đầu tiên được dàn dựng công phu và đầy đủ được Michal Zadara đạo diễn và trình diễn vào ngày 20 tháng 2 năm 2016. Buổi biểu diễn kéo dài 14 giờ, gồm sáu lần nghỉ ngơi. Vở kịch bắt đầu vào buổi trưa và kéo dài đến tận 2 giờ sáng.